# 224년

## 연호
- 위(魏) 황초(黃初) 5년
- 촉(蜀) 건흥(建興) 2년
- 동오(東吳) 황무(黃武) 3년

## 기년
- 위(魏) 문제(文帝) 5년
- 촉(蜀) 후주(後主) 2년
- 동오(東吳) 손권(孫權) 3년
- 신라(新羅) 내해 이사금(奈解泥師今) 29년
- 고구려(高句麗) 산상왕(山上王) 28년
- 백제(百濟) 구수왕(仇首王) 11년

## 사건
- 음력 7월, 신라의 이벌찬 연진이 백제와 봉산(烽山) 아래에서 싸워 이들을 깨뜨리고, 일천여급(級)을 죽이거나 사로잡았다.
- 음력 8월, 신라, 봉산성을 쌓았다.

## 탄생
- 고구려(高句麗)의 제12대 국왕 중천왕(中川王). (~ 270년)
- 촉한의 마지막 황제 유선의 황태자 유선. (~264년)